# Schnaittenbach
Schnaittenbach je město v německé spolkové zemi Bavorsko. Je součástí zemského okresu Amberg-Sulzbach ve vládním obvodu Horní Falc. Žije zde přibližně 4 300 obyvatel.

## Geografie

### Sousední obce
| Růžice kompasu |             | Kohlberg       | Luhe-Wildenau    | Růžice kompasu |
| Růžice kompasu | Hirschau    | Sever          | Wernberg-Köblitz | Růžice kompasu |
| Růžice kompasu | Hirschau    | Schnaittenbach | Wernberg-Köblitz | Růžice kompasu |
| Růžice kompasu | Hirschau    | Jih            | Wernberg-Köblitz | Růžice kompasu |
| Růžice kompasu | Freudenberg | Schmidgaden    |                  | Růžice kompasu |